# Дубравице Доње
Дубравице Доње су насељено мјесто у саставу дистрикта Брчко, БиХ.

## Становништво
| Националност       | 1991.        |
| Хрвати             | 368 (92,93%) |
| Муслимани          | 1 (0,25%)    |
| Срби               | 0            |
| Југословени        | 0            |
| остали и непознато | 27 (6,82%)   |
| Укупно             | 396          |